# Taitao
Taitao ist eine große Halbinsel in Süd-Chile in der Región de Aysén (frühere XI. Region Chiles).

## Geografie und Klima
Taitao liegt etwa 82 km westlich von Puerto Chacabuco. Sie hat etwa eine Länge von 124 km und eine Breite von 115 km. Nördlich der Halbinsel liegt die Inselwelt des Chonos-Archipels. Die Halbinsel endet im Süden am Golf von Tres Montes.
Die Halbinsel ist von Fjorden und Granitformationen durchzogen. Sie ist praktisch unbewohnt und teilweise vergletschert.
Aufgrund der Größe besitzt Taitao noch mehrere kleinere Halbinseln. Im Süden ist dies die Tres-Montes-Halbinsel und im Nordwesten die Duende-Halbinsel. Das Kap Cabo Ráper bildet den westlichsten Punkt der Halbinsel am Pazifik. In der Mitte der Halbinsel liegt der riesige See Lago Presidente Ríos mit 352 km².
Die antarktische Eisdrift treibt bereits Eisberge in Richtung der Halbinsel.
Das Klima ist geprägt von starken Niederschlägen (3.500–5.000 mm/Jahr). Die Durchschnittstemperatur liegt bei 5 °C.

## Geschichte
1553 erreichte Francisco de Ulloa im Auftrag von Pedro de Valdivia erstmals die Halbinsel Taitao. Charles Darwin besuchte die Halbinsel am 25. Dezember 1834 mit seinem Schiff Beagle. 1912 wurde eine kleine Eisenbahnstrecke im Bereich von Cabo Ráper errichtet, die zum Bau des Leuchtturms führte, heute ist sie verfallen.
Am 22. Mai 1960 ereignete sich das bisher schwerste bekannte Erdbeben der Welt in Chile. Taitao bildete die südliche Grenze des Bebens. Hier treffen die Antarktische Platte und die Nasca-Platte aufeinander.
1991 wurde die Halbinsel vom Ascheregen des Vulkans Cerro Hudson überzogen. Der Vulkan liegt rund 50 km östlich der Halbinsel.

## Wirtschaft
Aufgrund der geringen Besiedlung spielt praktisch nur der Tourismus eine Rolle.

## Tourismus
Die Halbinsel gehört zum Nationalpark Laguna San Rafael. Er besitzt eine Fläche von 17.420 km². Der Park ist ein Biosphärenreservat der UNESCO.
Die wichtigsten touristischen Aktivitäten sind Gletscherfahrten, Kajak- und Trekking-Touren.